# Actinium
Actinium is een scheikundig element met symbool Ac en atoomnummer 89. Het is een zilverkleurig actinoïde.

## Ontdekking
Actinium is in 1899 ontdekt door de Franse chemicus André-Louis Debierne toen hij het element scheidde van het mineraal uraniniet. Onafhankelijk van Debierne ontdekte Friedrich Otto Giesel in 1902 actinium op vergelijkbare wijze.
De naam actinium is afgeleid van Oudgrieks ἀκτίς (aktis), dat vertaald kan worden als straal of straling.

## Toepassingen
Actinium is uiterst radioactief en is daardoor zeer bruikbaar als neutronenbron. In de medische wetenschap wordt actinium soms gebruikt om 213Bi te produceren, dat wordt toegepast in de radio-immunotherapie. Verder zijn er weinig industriële toepassingen van actinium.

## Opmerkelijke eigenschappen
Actinium is een zilverkleurig metalliek metaal dat dusdanig radioactief is, dat het in het donker een blauwe gloed uitstraalt.

## Verschijning
Van actinium wordt op Aarde alleen het isotoop 227Ac als sporenelement in een concentratie van ongeveer 10 ppm aangetroffen in uraniumerts. Metallisch actinium kan worden verkregen door actiniumfluoride bij een temperatuur van ongeveer 1200 °C te reduceren met lithium. Voor commercieel gebruik wordt actinium echter meestal geproduceerd door 226Ra in een kernreactor te bombarderen met neutronen.

## Isotopen
| Stabielste isotopen | Stabielste isotopen | Stabielste isotopen | Stabielste isotopen | Stabielste isotopen | Stabielste isotopen |
| Iso                 | RA (%)              | Halveringstijd      | VV                  | VE (MeV)            | VP                  |
| ------------------- | ------------------- | ------------------- | ------------------- | ------------------- | ------------------- |
| 225Ac               | syn                 | 10 d                | α                   | 5,935               | 221Fr               |
| 226Ac               | syn                 | 29,37 u             | α                   | 1,117               | 222Fr               |
| 227Ac               | syn                 | 21,773 j            | α                   | 1,325               | 223Fr               |

227Ac is met een halveringstijd van ruim 21 jaar het enige in de natuur voorkomende radioactieve actinium isotoop en ontstaat uit het verval van zwaardere kernen. Daarnaast zijn er 26 isotopen bekend die alleen op kunstmatige basis geproduceerd kunnen worden.

## Toxicologie en veiligheid
227Ac is uiterst radioactief. De uitgezonden straling kan grote schade aanrichten in het DNA en kan daardoor kanker, onvruchtbaarheid, aantasting van immuunsystemen en groeistoornissen veroorzaken.